# Linda Källgren
Anna Linda Charlotta Källgren, född 2 april 1973 , är en svensk skådespelare.
Hon studerade på Teaterhögskolan i Stockholm 1996–2000.

## Filmografi
- 1997 – Radioskugga (TV-serie)
- 2001 – En sång för Martin
- 2002 – Kontraktet
- 2003 – Utan dig
- 2004 – Albert Speer (TV-serie)
- 2006 – Älskar alla sina barn
- 2007 – Beck – Det tysta skriket
- 2007 – Höök (TV-serie)
- 2008 – Kulörta lyktor
- 2008 – Oskyldigt dömd (TV-serie)
- 2009 – Lyckliga familjen
- 2011 – Solsidan (TV-serie)
- 2015 – Welcome to Sweden (komediserie) (TV-serie)
- 2015 – Duschen
- 2016 – Att göra motstånd
- 2016 – Dark Chamber
- 2016 – Agenterna (TV-serie)
- 2017 – Gåsmamman (TV-serie)
- 2017 – Jordskott (TV-serie)
- 2018 – Sjukt oklar (TV-serie)
- 2019 – Sommaren med släkten (TV-serie)
- 2019 – Hidden – Förstfödd (TV-serie)
- 2019 – Bonusfamiljen (TV-serie)
- 2019 – Bilder av Leo
- 2020 – Helt perfekt (TV-serie)
- 2020 – Se upp för Jönssonligan
- 2021 – Gaming
- 2021 – Zebrarummet (TV-serie)
- 2022 – Morden i Sandhamn (TV-serie)
- 2022 – Otajmat (TV-serie)
- 2022 – Toppen (TV-serie)

## Teater

### Roller (ej komplett)
| År   | Roll            | Produktion                                                                     | Regi                 | Teater                 |
| ---- | --------------- | ------------------------------------------------------------------------------ | -------------------- | ---------------------- |
| 2003 | Cecilia         | Frossa My Bodell                                                               | My Bodell            | Teater Giljotin        |
| 2003 | Varja Ivolgina  | Idioten David Fishelson                                                        | Alexander Mørk-Eidem | Stockholms stadsteater |
| 2004 | Julie           | Fröken Julie August Strindberg                                                 | Stefan Ekman         | Stockholms stadsteater |
| 2004 | Nelly Wilde     | Hjälten John Millington Synge                                                  | Thommy Berggren      | Stockholms stadsteater |
| 2006 | Agnes Madeleine | Jösses flickor – Återkomsten Margareta Garpe, Suzanne Osten och Malin Axelsson | Maria Löfgren        | Stockholms stadsteater |
| 2014 | Argan           | Den inbillningssjuke Molière                                                   | Andreas Boonstra     | Moment:teater          |
| 2014 | Gloria          | Till Julia Margareta Garpe                                                     | Josefin Ankarberg    | Moment teater          |
| 2022 | Linda           | Doggerland Julia Blackburn                                                     | Andreas Boonstra     | Moment:teater          |
| 2024 | Huvudroll       | Världen av igår Stefan Zweig                                                   | Andreas Boonstra     | Moment:teater          |